# Linalool
Linalool is een acyclisch monoterpeen-alcohol en heeft een aangename geur die aan rozen doet denken. Linalool heeft twee optische isomeren, R-(+)-linalool of licareol en S-(-)-linalool of coriandrol.

## Voorkomen
Beide isomeren van linalool komen in tal van planten voor, met name in de etherische olie van de rozenhoutboom, ho-blad en ho-hout. In mindere mate wordt het bijvoorbeeld aangetroffen in koriander en lavendel. Ook de esters van linalool, zoals linalylacetaat, komen in diverse etherische oliën voor.

## Synthese
Uitgangsstof voor de productie van linalool is methylheptenon. Deze stof laat men reageren met ethyn tot dehydralinalool. Dit reageert vervolgens met waterstofgas tot linalool.

## Toepassingen
Linalool wordt met name gebruikt als grondstof voor de productie van vitamine E. De olie van de rozenhoutboom heeft ook een sterke werking als acaricide en insecticide. De olie bestaat voor 80-90% uit linalool.
Daarnaast is linalool een veel gebruikte geur- en smaakstof.